# Shrek 2 (datorspel)
Shrek 2 (även känd som Shrek 2: The Game och portat för datorn som Shrek 2: Team Action) är ett action-äventyrsspel som publiceras av Activision och släpptes 2004. Spelet har utvecklats av Luxoflux för PlayStation 2, Xbox och GameCube, medan en version för PC utvecklades av KnowWonder. Game Boy Advance-versionen släpptes också på en Twin Pack cartridge  bunden med Shark Tale 2005.